# Paragonimus
Paragonimus é um género de platelmintos da Ásia, as Américas e África, que causa uma doença séria, denominada paragonimíase, que afeta geralmente os pulmões dos mamíferos, mas pode afetar também o cérebro, o coração ou o abdômen. Os caracóis e os caranguejos de água doce são essenciais no ciclo de vida destes parasitas.

## Espécies
- Paragonimus africanus
- Paragonimus amazonicus[5]
- Paragonimus caliensis
- Paragonimus compactus
- Paragonimus ecuadoriensis
- Paragonimus heterotremus
- Paragonimus hueitugensis
- Paragonimus iloktsuenensis
- Paragonimus kellicotti
- Paragonimus mexicanus
- Paragonimus miyazakii
- Paragonimus ohirai
- Paragonimus pulmonalis
- Paragonimus peruvianus
- Paragonimus sadoensis
- Paragonimus skrjabini
- Paragonimus uterobilateralis
- Paragonimus westermani

### Paragonimus rudis
Em 1828 Johann Natterer encontrou duelas nos pulmões de uma ariranha do rio Guaporé, no Mato Grosso. Os vermes foram descritos em 1850 por Diesing quem os designou como Distornimi rude. Fue chamado logo Distoma rude até que aceitando a proposta de Stiles e Hassall, em 1901 Braun os incluiu no recentemente descrito por ele género Paragonimus e os designou como Paragonimus rudis. As pesquisas em 1981 e 1993,  para encontrar novamente o Paragonimus rudis na região não tiveram sucesso por lo que se considera este como nomen nudum ou mais bem como species inquirenda, pois é possível que tenha relação com a espécie Paragonimus amazonicus descoberta na bacia amazónica no Peru; mais por agora permanece sem resposta a pergunta: qual é o Paragonimus rudis?.